# Nebula Award for Best Novel
Der Nebula Award for Best Novel (Bester Roman) ist ein seit 1966 jährlich von den Science Fiction and Fantasy Writers of America (SFWA) verliehener Preis für die besten Science-Fiction-Geschichten. Ein Schreibwerk wird als ein Roman definiert, wenn es 40.000 oder mehr Wörter enthält. Der Preis wird auch in Kategorien Best Novella (Bester Kurzroman), Best Novelette (Beste Erzählung), Best Short Story (Beste Kurzgeschichte) und Best Script (Bestes Drehbuch)/Ray Bradbury Award for Outstanding Dramatic Presentation vergeben. Für die Nominierung auf den Nebula Award muss der Roman in englischer Sprache in den USA veröffentlicht worden sein. Die Romane, die ausgearbeitete Versionen der früher veröffentlichten Kurzgeschichte sind, können auch für den Nebula Award nominiert werden. Nominalisten und Gewinner für den Nebula Award werden von den Mitgliedern der SFWA gewählt. Die Nominalisten selbst müssen nicht die Mitglieder der SFWA sein. Die bereits veröffentlichten Romane werden jedes Jahr im Zeitraum zwischen 15. November und 15. Februar für die Nominierung gewählt. Die SFWA wählt die Nominierten während des Monats März, und auf der finalen Zeremonie im Mai werden die Gewinner genannt. Die Autoren dürfen sich selbst nicht nominieren.

## Statistik
In der 54-jährigen Geschichte der Preisverleihung wurden 41 Autoren mit dem Nebula Award für den besten Roman ausgezeichnet. Am häufigsten erhielt ihn Ursula K. Le Guin mit vier Gewinnen. Joe Haldeman erhielt ihn dreimal. Neun andere Autoren wurden zweifach ausgezeichnet. Jack McDevitt wurde am häufigsten nominiert, nämlich zwölf Mal.

## Gewinner und Finalisten
Die Gewinner der jeweiligen Jahre sind  gelb unterlegt.
| 2020er | 2020er                            | 2020er                                             | 2020er                                                                           |
| Jahr   | Autor                             | Originaltitel                                      | Deutsche Ausgabe                                                                 |
| ------ | --------------------------------- | -------------------------------------------------- | -------------------------------------------------------------------------------- |
| 2024   | Vajra Chandrasekera               | The Saint of Bright Doors                          |                                                                                  |
| 2024   | S. L. Huang                       | The Water Outlaws                                  |                                                                                  |
| 2024   | Ann Leckie                        | Translation State                                  |                                                                                  |
| 2024   | Annalee Newitz                    | The Terraformers                                   |                                                                                  |
| 2024   | Wole Talabi                       | Shigidi and the Brass Head of Obalufon             |                                                                                  |
| 2024   | Martha Wells                      | Witch King                                         |                                                                                  |
| 2023   | Rebecca F. Kuang                  | Babel                                              | Babel                                                                            |
| 2023   | Travis Baldree                    | Legends & Lattes                                   | Magie und Milchschaum                                                            |
| 2023   | Nicola Griffith                   | Spear                                              |                                                                                  |
| 2023   | T. Kingfisher                     | Nettle and Bone                                    | Wie man einen Prinzen tötet                                                      |
| 2023   | Tamsyn Muir                       | Nona the Ninth                                     |                                                                                  |
| 2023   | Ray Nayler                        | The Mountain in the Sea                            | Die Stimme der Kraken                                                            |
| 2022   | P. Djèlí Clark                    | A Master of Djinn                                  | Meister der Dschinn                                                              |
| 2022   | C. L Clark                        | The Unbroken                                       |                                                                                  |
| 2022   | S. B. Divya                       | Machinehood                                        |                                                                                  |
| 2022   | Arkady Martine                    | A Desolation Called Peace                          | Am Abgrund des Krieges                                                           |
| 2022   | Jason Sanford                     | Plague Birds                                       |                                                                                  |
| 2021   | Martha Wells                      | Network Effect                                     | Der Netzwerkeffekt                                                               |
| 2021   | Susanna Clarke                    | Piranesi                                           | Piranesi                                                                         |
| 2021   | N. K. Jemisin                     | The City We Became                                 | Die Wächterinnen von New York                                                    |
| 2021   | Silvia Moreno-Garcia              | Mexican Gothic                                     | Der mexikanische Fluch                                                           |
| 2021   | C. L. Polk                        | The Midnight Bargain                               | Der Mitternachtspakt                                                             |
| 2021   | Rebecca Roanhorse                 | Black Sun                                          |                                                                                  |
| 2020   | Sarah Pinsker                     | A Song for a New Day                               |                                                                                  |
| 2020   | Charles E. Gannon                 | Marque of Caine                                    |                                                                                  |
| 2020   | Alix E. Harrow                    | The Ten Thousand Doors of January                  | Die zehntausend Türen                                                            |
| 2020   | Arkady Martine                    | A Memory Called Empire                             | Im Herzen des Imperiums                                                          |
| 2020   | Silvia Moreno-Garcia              | Gods of Jade and Shadow                            |                                                                                  |
| 2020   | Tamsyn Muir                       | Gideon the Ninth                                   | Ich bin Gideon                                                                   |
| 2010er |                                   |                                                    |                                                                                  |
| Jahr   | Autor                             | Originaltitel                                      | Deutsche Ausgabe                                                                 |
| 2019   | Mary Robinette Kowal              | The Calculating Stars                              | Die Berechnung der Sterne                                                        |
| 2019   | Sam J. Miller                     | Blackfish City                                     |                                                                                  |
| 2019   | Rebecca F. Kuang                  | The Poppy War                                      | Im Zeichen der Mohnblume – Die Schamanin                                         |
| 2019   | Naomi Novik                       | Spinning Silver                                    | Das kalte Reich des Silbers                                                      |
| 2019   | Rebecca Roanhorse                 | Trail of Lightning                                 |                                                                                  |
| 2019   | C. L. Polk                        | Witchmark                                          |                                                                                  |
| 2018   | N. K. Jemisin                     | The Stone Sky                                      | Steinerner Himmel                                                                |
| 2018   | Lara Elena Donnelly               | Amberlough                                         |                                                                                  |
| 2018   | Theodora Goss                     | The Strange Case of the Alchemist's Daughter       | Der seltsame Fall der Alchemisten-Tochter                                        |
| 2018   | Daryl Gregory                     | Spoonbenders                                       | Die erstaunliche Familie Telemachus                                              |
| 2018   | Mur Lafferty                      | Six Wakes                                          | Das sechste Erwachen                                                             |
| 2018   | Fonda Lee                         | Jade City                                          | Jade City                                                                        |
| 2018   | Annalee Newitz                    | Autonomous                                         | Autonom                                                                          |
| 2017   | Charlie Jane Anders               | All the Birds in the Sky                           | Alle Vögel unter dem Himmel                                                      |
| 2017   | Mishell Baker                     | Borderline                                         |                                                                                  |
| 2017   | N. K. Jemisin                     | The Obelisk Gate                                   | Brennender Fels                                                                  |
| 2017   | Yoon Ha Lee                       | Ninefox Gambit                                     |                                                                                  |
| 2017   | Nisi Shawl                        | Everfair                                           |                                                                                  |
| 2016   | Naomi Novik                       | Uprooted                                           | Das dunkle Herz des Waldes                                                       |
| 2016   | Ann Leckie                        | Ancillary Mercy                                    | Das Imperium                                                                     |
| 2016   | Lawrence M. Schoen                | Barsk: The Elephants' Graveyard                    |                                                                                  |
| 2016   | N. K. Jemisin                     | The Fifth Season                                   | Zerrissene Erde                                                                  |
| 2016   | Ken Liu                           | The Grace of Kings                                 | Die Schwerter von Dara                                                           |
| 2016   | Charles E. Gannon                 | Raising Caine                                      |                                                                                  |
| 2016   | Fran Wilde                        | Updraft                                            | Stadt aus Wind und Knochen                                                       |
| 2015   | Jeff VanderMeer                   | Annihilation                                       | Auslöschung                                                                      |
| 2015   | Katherine Addison                 | The Goblin Emperor                                 | Der Winterkaiser                                                                 |
| 2015   | Charles E. Gannon                 | Trial by Fire                                      |                                                                                  |
| 2015   | Ann Leckie                        | Ancillary Sword                                    | Die Mission                                                                      |
| 2015   | Cixin Liu                         | The Three-Body Problem                             | Die drei Sonnen                                                                  |
| 2015   | Jack McDevitt                     | Coming Home                                        | Apollo                                                                           |
| 2014   | Ann Leckie                        | Ancillary Justice                                  | Die Maschinen                                                                    |
| 2014   | Karen Joy Fowler                  | We Are All Completely Beside Ourselves             | Die fabelhaften Schwestern der Familie Cooke                                     |
| 2014   | Neil Gaiman                       | The Ocean at the End of the Lane                   | Der Ozean am Ende der Straße                                                     |
| 2014   | Charles E. Gannon                 | Fire with Fire                                     |                                                                                  |
| 2014   | Nicola Griffith                   | Hild                                               |                                                                                  |
| 2014   | Linda Nagata                      | The Red: First Light                               | Morgengrauen                                                                     |
| 2014   | Sofia Samatar                     | A Stranger in Olondria                             |                                                                                  |
| 2014   | Helene Wecker                     | The Golem and the Jinni                            | Golem und Dschinn                                                                |
| 2013   | Kim Stanley Robinson              | 2312                                               | 2312                                                                             |
| 2013   | Saladin Ahmed                     | Throne of the Crescent Moon                        | Das Schwert der Dämmerung                                                        |
| 2013   | Tina Connolly                     | Ironskin                                           |                                                                                  |
| 2013   | N. K. Jemisin                     | The Killing Moon                                   |                                                                                  |
| 2013   | Caitlín R. Kiernan                | The Drowning Girl                                  |                                                                                  |
| 2013   | Mary Robinette Kowal              | Glamour in Glass                                   |                                                                                  |
| 2012   | Jo Walton                         | Among Others                                       | In einer anderen Welt                                                            |
| 2012   | China Miéville                    | Embassytown                                        | Stadt der Fremden                                                                |
| 2012   | Jack McDevitt                     | Firebird                                           | Firebird                                                                         |
| 2012   | Kameron Hurley                    | God's War                                          |                                                                                  |
| 2012   | Genevieve Valentine               | Mechanique: a Tale of the Circus Tresaulti         |                                                                                  |
| 2012   | N. K. Jemisin                     | The Kingdom of Gods                                | Rivalin der Götter                                                               |
| 2011   | Connie Willis                     | Blackout / All Clear                               | Dunkelheit / Licht                                                               |
| 2011   | M. K. Hobson                      | The Native Star                                    |                                                                                  |
| 2011   | N. K. Jemisin                     | The Hundred Thousand Kingdoms                      | Die Erbin der Welt                                                               |
| 2011   | Mary Robinette Kowal              | Shades of Milk and Honey                           |                                                                                  |
| 2011   | Jack McDevitt                     | Echo                                               | Echo                                                                             |
| 2011   | Nnedi Okorafor                    | Who Fears Death                                    | Wer fürchtet den Tod                                                             |
| 2010   | Paolo Bacigalupi                  | The Windup Girl                                    | Biokrieg                                                                         |
| 2010   | Christopher Barzak                | The Love We Share Without Knowing                  |                                                                                  |
| 2010   | Laura Anne Gilman                 | Flesh and Fire                                     |                                                                                  |
| 2010   | China Miéville                    | The City & the City                                | Die Stadt & Die Stadt                                                            |
| 2010   | Cherie Priest                     | Boneshaker                                         | Boneshaker                                                                       |
| 2010   | Jeff VanderMeer                   | Finch                                              |                                                                                  |
| 2000er |                                   |                                                    |                                                                                  |
| Jahr   | Autor                             | Originaltitel                                      | Deutsche Ausgabe                                                                 |
| 2009   | Ursula K. Le Guin                 | Powers                                             |                                                                                  |
| 2009   | Cory Doctorow                     | Little Brother                                     | Little Brother                                                                   |
| 2009   | Jack McDevitt                     | Cauldron                                           | Hexenkessel                                                                      |
| 2009   | Ian McDonald                      | Brasyl                                             |                                                                                  |
| 2009   | Terry Pratchett                   | Making Money                                       | Schöne Scheine                                                                   |
| 2009   | David J. Schwartz                 | Superpowers                                        |                                                                                  |
| 2008   | Michael Chabon                    | The Yiddish Policemen's Union                      | Die Vereinigung jiddischer Polizisten                                            |
| 2008   | Jack McDevitt                     | Odyssey                                            | Odyssee                                                                          |
| 2008   | Joe Haldeman                      | The Accidental Time Machine                        | Herr der Zeit                                                                    |
| 2008   | Nalo Hopkinson                    | The New Moon's Arms                                |                                                                                  |
| 2008   | Tobias S. Buckell                 | Ragamuffin                                         | Streuner                                                                         |
| 2007   | Jack McDevitt                     | Seeker                                             | Die Suche                                                                        |
| 2007   | Ellen Kushner                     | The Privilege of the Sword                         | Die Dienerin des Schwertes                                                       |
| 2007   | Jeffrey Ford                      | The Girl in the Glass                              |                                                                                  |
| 2007   | Jo Walton                         | Farthing                                           | Die Stunde der Rotkehlchen                                                       |
| 2007   | Richard Bowes                     | From the Files of the Time Rangers                 |                                                                                  |
| 2007   | Wil McCarthy                      | To Crush the Moon                                  |                                                                                  |
| 2006   | Joe Haldeman                      | Camouflage                                         | Camouflage                                                                       |
| 2006   | Susanna Clarke                    | Jonathan Strange & Mr Norrell                      | Jonathan Strange & Mr Norrell                                                    |
| 2006   | Jack McDevitt                     | Polaris                                            | Polaris                                                                          |
| 2006   | Terry Pratchett                   | Going Postal                                       | Ab die Post                                                                      |
| 2006   | Geoff Ryman                       | Air                                                |                                                                                  |
| 2006   | John C. Wright                    | Orphans of Chaos                                   |                                                                                  |
| 2005   | Lois McMaster Bujold              | Paladin of Souls                                   | Paladin der Seelen                                                               |
| 2005   | Cory Doctorow                     | Down and Out in the Magic Kingdom                  | Backup                                                                           |
| 2005   | Jack McDevitt                     | Omega                                              | Omega                                                                            |
| 2005   | David Mitchell                    | Cloud Atlas                                        | Der Wolkenatlas                                                                  |
| 2005   | Sean Stewart                      | Perfect Circle                                     |                                                                                  |
| 2005   | Gene Wolfe                        | The Knight                                         | Der Ritter                                                                       |
| 2004   | Elizabeth Moon                    | The Speed of Dark                                  | Die Geschwindigkeit des Dunkels                                                  |
| 2004   | Lois McMaster Bujold              | Diplomatic Immunity                                | Diplomatische Verwicklungen                                                      |
| 2004   | Carol Emshwiller                  | The Mount                                          |                                                                                  |
| 2004   | Kathleen Ann Goonan               | Light Music                                        |                                                                                  |
| 2004   | Nalo Hopkinson                    | The Salt Roads                                     |                                                                                  |
| 2004   | Jack McDevitt                     | Chindi                                             | Chindi                                                                           |
| 2003   | Neil Gaiman                       | American Gods                                      | American Gods                                                                    |
| 2003   | Kelley Eskridge                   | Solitaire                                          |                                                                                  |
| 2003   | Ursula K. Le Guin                 | The Other Wind                                     | Rückkehr nach Erdsee                                                             |
| 2003   | Robert A. Metzger                 | Picoverse                                          |                                                                                  |
| 2003   | China Miéville                    | Perdido Street Station                             | Perdido Street Station auch: Die Falter / Der Weber                              |
| 2003   | Michael Swanwick                  | Bones of the Earth                                 |                                                                                  |
| 2002   | Catherine Asaro                   | The Quantum Rose                                   | Die Quantenrose                                                                  |
| 2002   | Jeffrey Carver                    | Eternity's End                                     | Am Ende der Ewigkeit                                                             |
| 2002   | Geoffrey A. Landis                | Mars Crossing                                      |                                                                                  |
| 2002   | George R. R. Martin               | A Storm of Swords                                  | Sturm der Schwerter / Die Königin der Drachen auch: Schwertgewitter              |
| 2002   | Wil McCarthy                      | The Collapsium                                     | Der Schöpfer der Ewigkeit                                                        |
| 2002   | Patricia A. McKillip              | The Tower at Stony Wood                            | Im Drachenturm                                                                   |
| 2002   | Tim Powers                        | Declare                                            | Declare - Auf dem Berg der Engel                                                 |
| 2002   | Connie Willis                     | Passage                                            |                                                                                  |
| 2001   | Greg Bear                         | Darwin's Radio                                     | Das Darwin-Virus                                                                 |
| 2001   | Lois McMaster Bujold              | A Civil Campaign                                   | Botschafter des Imperiums                                                        |
| 2001   | Kathleen Ann Goonan               | Crescent City Rhapsody                             |                                                                                  |
| 2001   | Nalo Hopkinson                    | Midnight Robber                                    |                                                                                  |
| 2001   | Jack McDevitt                     | Infinity Beach                                     | Spuren im Nichts                                                                 |
| 2001   | Charles de Lint                   | Forests of the Heart                               |                                                                                  |
| 2000   | Octavia E. Butler                 | Parable of the Talents                             | Die Parabel vom Sämann                                                           |
| 2000   | Ken MacLeod                       | The Cassini Division                               | Die Cassini-Division                                                             |
| 2000   | George R. R. Martin               | A Clash of Kings                                   | Der Thron der Sieben Königreiche / Die Saat des goldenen Löwen auch: Königsfehde |
| 2000   | Maureen F. McHugh                 | Mission Child                                      |                                                                                  |
| 2000   | Sean Stewart                      | Mockingbird                                        | Hexensturm                                                                       |
| 2000   | Vernor Vinge                      | A Deepness in the Sky                              | Eine Tiefe am Himmel                                                             |
| 1990er |                                   |                                                    |                                                                                  |
| Jahr   | Autor                             | Originaltitel                                      | Deutsche Ausgabe                                                                 |
| 1999   | Joe Haldeman                      | Forever Peace                                      | Der ewige Friede                                                                 |
| 1999   | Catherine Asaro                   | The Last Hawk                                      | Der letzte Falke                                                                 |
| 1999   | Jack McDevitt                     | Moonfall                                           | Mondsplitter                                                                     |
| 1999   | Harry Turtledove                  | How Few Remain                                     |                                                                                  |
| 1999   | Martha Wells                      | Death of the Necromancer                           | Necromancer                                                                      |
| 1999   | Connie Willis                     | To Say Nothing of the Dog                          | Die Farben der Zeit                                                              |
| 1998   | Vonda N. McIntyre                 | The Moon and the Sun                               | Am Hofe des Sonnenkönigs auch: Das Lied von Mond und Sonne                       |
| 1998   | Lois McMaster Bujold              | Memory                                             | Viren des Vergessens                                                             |
| 1998   | Kate Elliott                      | King's Dragon                                      | Erben der Nacht / Im Namen des Königs                                            |
| 1998   | George R. R. Martin               | A Game of Thrones                                  | Die Herren von Winterfell / Das Erbe von Winterfell auch: Eisenthron             |
| 1998   | Jack McDevitt                     | Ancient Shores                                     | Die Küsten der Vergangenheit                                                     |
| 1998   | Walter Jon Williams               | City on Fire                                       |                                                                                  |
| 1998   | Connie Willis                     | Bellwether                                         |                                                                                  |
| 1997   | Nicola Griffith                   | Slow River                                         | Untiefen                                                                         |
| 1997   | Nina Kiriki Hoffman               | The Silent Strength of Stones                      |                                                                                  |
| 1997   | Patricia A. McKillip              | Winter Rose                                        | Winterrose                                                                       |
| 1997   | Tim Powers                        | Expiration Date                                    |                                                                                  |
| 1997   | Robert J. Sawyer                  | Starplex                                           |                                                                                  |
| 1997   | Neal Stephenson                   | The Diamond Age                                    | Diamond Age                                                                      |
| 1996   | Robert J. Sawyer                  | The Terminal Experiment                            | Die dritte Simulation                                                            |
| 1996   | John Barnes                       | Mother of Storms                                   | Die Mutter aller Stürme                                                          |
| 1996   | Nancy Kress                       | Beggars and Choosers                               | Bettler und Sucher                                                               |
| 1996   | Paul Park                         | Celestis                                           |                                                                                  |
| 1996   | Walter Jon Williams               | Metropolitan                                       | Plasma City                                                                      |
| 1996   | Gene Wolfe                        | Calde of the Long Sun                              | Der Caldé der Langen Sonne                                                       |
| 1995   | Greg Bear                         | Moving Mars                                        | Heimat Mars                                                                      |
| 1995   | Octavia E. Butler                 | Parable of the Sower                               | Die Parabel vom Sämann                                                           |
| 1995   | Jonathan Lethem                   | Gun, with Occasional Music                         | Knarre mit Begleitmusik                                                          |
| 1995   | James K. Morrow                   | Towing Jehovah                                     | Das Gottesmahl                                                                   |
| 1995   | Rachel Pollack                    | Temporary Agency                                   |                                                                                  |
| 1995   | Kim Stanley Robinson              | Green Mars                                         | Grüner Mars                                                                      |
| 1995   | Roger Zelazny                     | A Night in the Lonesome October                    | Der Clan der Magier                                                              |
| 1994   | Kim Stanley Robinson              | Red Mars                                           | Roter Mars                                                                       |
| 1994   | Kevin J. Anderson / Doug Beason   | Assemblers of Infinity                             |                                                                                  |
| 1994   | Algis Budrys                      | Hard Landing                                       | Harte Landung                                                                    |
| 1994   | Nancy Kress                       | Beggars in Spain                                   | Bettler in Spanien                                                               |
| 1994   | Gene Wolfe                        | Nightside the Long Sun                             | Die Nachtseite der langen Sonne                                                  |
| 1993   | Connie Willis                     | Doomsday Book                                      | Die Jahre des Schwarzen Todes                                                    |
| 1993   | John Barnes                       | A Million Open Doors                               | Eine Million offener Tore                                                        |
| 1993   | Karen Joy Fowler                  | Sarah Canary                                       | Das Geheimnis der Sarah Canary                                                   |
| 1993   | Maureen F. McHugh                 | China Mountain Zhang                               | ABC Zhang                                                                        |
| 1993   | Vernor Vinge                      | A Fire Upon the Deep                               | Ein Feuer auf der Tiefe                                                          |
| 1993   | Jane Yolen                        | Briar Rose                                         | Dornrose                                                                         |
| 1992   | Michael Swanwick                  | Stations of the Tide                               | In Zeiten der Flut                                                               |
| 1992   | John Barnes                       | Orbital Resonance                                  | Orbitale Resonanz                                                                |
| 1992   | Lois McMaster Bujold              | Barrayar                                           | Barrayar                                                                         |
| 1992   | Emma Bull                         | Bone Dance                                         |                                                                                  |
| 1992   | Pat Cadigan                       | Synners                                            | Synder                                                                           |
| 1992   | Bruce Sterling / William Gibson   | The Difference Engine                              | Die Differenzmaschine                                                            |
| 1991   | Ursula K. Le Guin                 | Tehanu: The Last Book of Earthsea                  | Tehanu                                                                           |
| 1991   | Valerie Martin                    | Mary Reilly                                        |                                                                                  |
| 1991   | James K. Morrow                   | Only Begotten Daughter                             | Die eingeborene Tochter                                                          |
| 1991   | Dan Simmons                       | The Fall of Hyperion                               | Der Sturz von Hyperion                                                           |
| 1991   | John E. Stith                     | Redshift Rendezvous                                |                                                                                  |
| 1991   | Jane Yolen                        | White Jenna                                        |                                                                                  |
| 1990   | Elizabeth Ann Scarborough         | The Healer's War                                   |                                                                                  |
| 1990   | Poul Anderson                     | The Boat of a Million Years                        | Zeitfahrer                                                                       |
| 1990   | Orson Scott Card                  | Prentice Alvin                                     | Der magische Pflug                                                               |
| 1990   | John Kessel                       | Good News From Outer Space                         | Gute Nachricht von den Sternen                                                   |
| 1990   | Mike Resnick                      | Ivory: A Legend of Past and Future                 | Elfenbein                                                                        |
| 1990   | Jane Yolen                        | Sister Light, Sister Dark                          |                                                                                  |
| 1980er |                                   |                                                    |                                                                                  |
| Jahr   | Autor                             | Originaltitel                                      | Deutsche Ausgabe                                                                 |
| 1989   | Lois McMaster Bujold              | Falling Free                                       | Die Quaddies von Cay Habitat                                                     |
| 1989   | Lewis Shiner                      | Deserted Cities of the Heart                       | Verlassene Städte des Herzens                                                    |
| 1989   | George Turner                     | Drowning Towers                                    |                                                                                  |
| 1989   | Gregory Benford                   | Great Sky River                                    | Himmelsfluss                                                                     |
| 1989   | William Gibson                    | Mona Lisa Overdrive                                | Mona Lisa Overdrive                                                              |
| 1989   | Orson Scott Card                  | Red Prophet                                        | Der Rote Prophet                                                                 |
| 1989   | Gene Wolfe                        | The Urth of the New Sun                            | Die Urth der Neuen Sonne                                                         |
| 1988   | Pat Murphy                        | The Falling Woman                                  | Die Geisterseherin                                                               |
| 1988   | Greg Bear                         | The Forge of God                                   | Schmiede Gottes                                                                  |
| 1988   | Gene Wolfe                        | Soldier of the Mist                                | Soldat des Nebels                                                                |
| 1988   | David Brin                        | The Uplift War                                     | Entwicklungskrieg                                                                |
| 1988   | Avram Davidson                    | Vergil in Averno                                   |                                                                                  |
| 1988   | George Alec Effinger              | When Gravity Fails                                 | Das Ende der Schwere                                                             |
| 1987   | Orson Scott Card                  | Speaker for the Dead                               | Sprecher für die Toten                                                           |
| 1987   | William Gibson                    | Count Zero                                         | Biochips                                                                         |
| 1987   | Gene Wolfe                        | Free Live Free                                     | Frees Vermächtnis                                                                |
| 1987   | Margaret Atwood                   | The Handmaid’s Tale                                | Der Report der Magd                                                              |
| 1987   | Leigh Kennedy                     | The Journal of Nicholas the American               | Das Tagebuch von Nikolaj dem Amerikaner                                          |
| 1987   | James K. Morrow                   | This is the Way the World Ends                     | So muss die Welt enden                                                           |
| 1986   | Orson Scott Card                  | Ender's Game                                       | Das große Spiel auch: Enders Spiel                                               |
| 1986   | Greg Bear                         | Blood Music                                        | Blutmusik                                                                        |
| 1986   | Tim Powers                        | Dinner at Deviant's Palace                         | Zu Tisch in Deviants Palast                                                      |
| 1986   | Brian Aldiss                      | Helliconia Winter                                  | Helliconia: Winter                                                               |
| 1986   | David Brin                        | The Postman                                        | Postman auch: Gordons Berufung                                                   |
| 1986   | Barry N. Malzberg                 | The Remaking of Sigmund Freud                      |                                                                                  |
| 1986   | Bruce Sterling                    | Schismatrix                                        | Schismatrix                                                                      |
| 1985   | William Gibson                    | Neuromancer                                        | Neuromancer                                                                      |
| 1985   | Lewis Shiner                      | Frontera                                           | Frontera                                                                         |
| 1985   | Larry Niven                       | The Integral Trees                                 | Der schwebende Wald                                                              |
| 1985   | Robert A. Heinlein                | Job: A Comedy of Justice                           | Das neue Buch Hiob                                                               |
| 1985   | Jack Dann                         | The Man Who Melted                                 | Der schmelzende Mensch                                                           |
| 1985   | Kim Stanley Robinson              | The Wild Shore                                     | Das wilde Ufer                                                                   |
| 1984   | David Brin                        | Startide Rising                                    | Sternenflut                                                                      |
| 1984   | Gregory Benford                   | Against Infinity                                   | Wider die Unendlichkeit                                                          |
| 1984   | Gene Wolfe                        | The Citadel of the Autarch                         | Die Zitadelle des Autarchen                                                      |
| 1984   | Jack Vance                        | Lyonesse                                           | Herrscher von Lyonesse                                                           |
| 1984   | R. A. MacAvoy                     | Tea with the Black Dragon                          | Stelldichein beim schwarzen Drachen                                              |
| 1984   | Norman Spinrad                    | The Void Captain's Tale                            | Daß mich das große Nichts umfange                                                |
| 1983   | Michael Bishop                    | No Enemy But Time                                  | Nur die Zeit zum Feind                                                           |
| 1983   | Isaac Asimov                      | Foundation's Edge                                  | Die Suche nach der Erde                                                          |
| 1983   | Robert A. Heinlein                | Friday                                             | Freitag                                                                          |
| 1983   | Brian Aldiss                      | Helliconia Spring                                  | Helliconia: Frühling                                                             |
| 1983   | Gene Wolfe                        | The Sword of the Lictor                            | Das Schwert des Liktors                                                          |
| 1983   | Philip K. Dick                    | The Transmigration of Timothy Archer               | Die Wiedergeburt des Timothy Archer                                              |
| 1982   | Gene Wolfe                        | The Claw of the Conciliator                        | Die Klaue des Schlichters                                                        |
| 1982   | John Crowley                      | Little, Big                                        | Little Big oder Das Parlament der Feen                                           |
| 1982   | Julian May                        | The Many-Colored Land                              | Das vielfarbene Land                                                             |
| 1982   | A. A. Attanasio                   | Radix                                              | Radix                                                                            |
| 1982   | Russell Hoban                     | Riddley Walker                                     |                                                                                  |
| 1982   | Suzy McKee Charnas                | The Vampire Tapestry                               | Der Vampir-Baldachin                                                             |
| 1981   | Gregory Benford                   | Timescape                                          | Zeitschaft                                                                       |
| 1981   | Frederik Pohl                     | Beyond the Blue Event Horizon                      | Jenseits des blauen Horizonts                                                    |
| 1981   | Walter Tevis                      | Mockingbird                                        | Die letzten der Menschheit                                                       |
| 1981   | Robert Stallman                   | The Orphan                                         | Werwelt: Der Findling                                                            |
| 1981   | Gene Wolfe                        | The Shadow of the Torturer                         | Der Schatten des Folterers                                                       |
| 1981   | Joan D. Vinge                     | The Snow Queen                                     | Die Schneekönigin                                                                |
| 1980   | Arthur C. Clarke                  | The Fountains of Paradise                          | Fahrstuhl zu den Sternen                                                         |
| 1980   | Frederik Pohl                     | Jem                                                | JEM - Die Konstruktion einer Utopie                                              |
| 1980   | Kate Wilhelm                      | Juniper Time                                       | Wacholderzeit                                                                    |
| 1980   | Thomas M. Disch                   | On Wings of Song                                   | Auf Flügeln des Gesangs                                                          |
| 1980   | Richard Cowper                    | The Road to Corlay                                 | Am Tor der Dämmerung                                                             |
| 1980   | John Varley                       | Titan                                              | Der Satellit                                                                     |
| 1970er |                                   |                                                    |                                                                                  |
| Jahr   | Autor                             | Originaltitel                                      | Deutsche Ausgabe                                                                 |
| 1979   | Vonda N. McIntyre                 | Dreamsnake                                         | Die Traumschlange                                                                |
| 1979   | Tom Reamy                         | Blind Voices                                       | Blinde Stimmen                                                                   |
| 1979   | C. J. Cherryh                     | The Faded Sun: Kesrith                             | Kesrith – die sterbende Sonne                                                    |
| 1979   | Gore Vidal                        | Kalki                                              |                                                                                  |
| 1979   | Gardner Dozois                    | Strangers                                          | Fremde                                                                           |
| 1978   | Frederik Pohl                     | Gateway                                            | Gateway                                                                          |
| 1978   | Terry Carr                        | Cirque                                             | Cirque                                                                           |
| 1978   | Gregory Benford                   | In the Ocean of Night                              | Im Meer der Nacht                                                                |
| 1978   | David Gerrold                     | Moonstar Odyssey                                   | Unter dem Mondstern                                                              |
| 1978   | Richard A. Lupoff                 | Sword of Demon                                     |                                                                                  |
| 1977   | Frederik Pohl                     | Man Plus                                           | Mensch+ auch: Der Plus-Mensch                                                    |
| 1977   | Larry Niven                       | Inferno                                            | Das zweite Inferno                                                               |
| 1977   | Jerry Pournelle                   | Inferno                                            | Das zweite Inferno                                                               |
| 1977   | Marta Randall                     | Islands                                            | Versunkene Inseln                                                                |
| 1977   | Robert Silverberg                 | Shadrach in the Furnace                            | Schadrach im Feuerofen                                                           |
| 1977   | Samuel R. Delany                  | Triton                                             | Triton                                                                           |
| 1977   | Kate Wilhelm                      | Where Late the Sweet Birds Sang                    | Hier sangen früher Vögel                                                         |
| 1976   | Joe Haldeman                      | The Forever War                                    | Der ewige Krieg                                                                  |
| 1976   | Arthur Byron Cover                | Autumn Angels                                      |                                                                                  |
| 1976   | Tanith Lee                        | The Birthgrave                                     | Im Herzen des Vulkans                                                            |
| 1976   | Alfred Bester                     | The Computer Connection                            | Der Computer und die Unsterblichen                                               |
| 1976   | Samuel R. Delany                  | Dhalgren                                           | Dhalgren                                                                         |
| 1976   | Roger Zelazny                     | Doorways in the Sand                               | Tore in der Wüste                                                                |
| 1976   | Ian Watson                        | The Embedding                                      | Das Babel-Syndrom                                                                |
| 1976   | Vonda N. McIntyre                 | The Exile Waiting                                  | Die Asche der Erde                                                               |
| 1976   | Joanna Russ                       | The Female Man                                     | Eine Weile entfernt auch: Planet der Frauen                                      |
| 1976   | Michael Bishop                    | A Funeral for the Eyes of Fire                     | Flammenaugen                                                                     |
| 1976   | Barry N. Malzberg                 | Guernica Night                                     |                                                                                  |
| 1976   | Marion Zimmer Bradley             | The Heritage of Hastur                             | Hasturs Erbe                                                                     |
| 1976   | Italo Calvino                     | Invisible Cities                                   | Die unsichtbaren Städte                                                          |
| 1976   | Poul Anderson                     | A Midsummer Tempest                                | Ein Mittsommernachtssturm                                                        |
| 1976   | Katherine MacLean                 | The Missing Man                                    | Der Esper und die Stadt                                                          |
| 1976   | Larry Niven / Jerry Pournelle     | The Mote in God's Eye                              | Der Splitter im Auge Gottes                                                      |
| 1976   | E. L. Doctorow                    | Ragtime                                            | Ragtime                                                                          |
| 1976   | Robert Silverberg                 | The Stochastic Man                                 | Der Seher                                                                        |
| 1975   | Ursula K. Le Guin                 | The Dispossessed                                   | Freie Geister auch: Die Enteigneten auch: Planet der Habenichtse                 |
| 1975   | Thomas M. Disch                   | 334                                                | Angoulême                                                                        |
| 1975   | Philip K. Dick                    | Flow My Tears, the Policeman Said                  | Eine andere Welt                                                                 |
| 1975   | T. J. Bass                        | The Godwhale                                       | Der Gott-Wal                                                                     |
| 1974   | Arthur C. Clarke                  | Rendezvous with Rama                               | Rendezvous mit 31/439 auch: Rendezvous mit Rama                                  |
| 1974   | Thomas Pynchon                    | Gravity's Rainbow                                  | Die Enden der Parabel                                                            |
| 1974   | David Gerrold                     | The Man Who Folded Himself                         | Zeitmaschinen gehen anders                                                       |
| 1974   | Poul Anderson                     | The People of the Wind                             | Terra gegen Avalon                                                               |
| 1974   | Robert A. Heinlein                | Time Enough for Love                               | Die Leben des Lazarus Long                                                       |
| 1973   | Isaac Asimov                      | The Gods Themselves                                | Lunatico oder Die nächste Welt                                                   |
| 1973   | Robert Silverberg                 | The Book of Skulls                                 | Bruderschaft der Unsterblichen                                                   |
| 1973   | Robert Silverberg                 | Dying Inside                                       | Es stirbt in mir                                                                 |
| 1973   | Norman Spinrad                    | The Iron Dream                                     | Der stählerne Traum                                                              |
| 1973   | John Brunner                      | The Sheep Look Up                                  | Schafe blicken auf                                                               |
| 1973   | George Alec Effinger              | What Entropy Means to Me                           |                                                                                  |
| 1973   | David Gerrold                     | When HARLIE Was One                                | Ich bin Harlie                                                                   |
| 1972   | Robert Silverberg                 | A Time of Changes                                  | Zeit der Wandlungen                                                              |
| 1972   | Poul Anderson                     | The Byworlder                                      | Der Außenweltler                                                                 |
| 1972   | R. A. Lafferty                    | The Devil is Dead                                  |                                                                                  |
| 1972   | T. J. Bass                        | Half Past Human                                    | Die Ameisenkultur                                                                |
| 1972   | Ursula K. Le Guin                 | The Lathe of Heaven                                | Die Geißel des Himmels                                                           |
| 1972   | Kate Wilhelm                      | Margaret and I                                     | Margaret und ich                                                                 |
| 1971   | Larry Niven                       | Ringworld                                          | Ringwelt                                                                         |
| 1971   | Joanna Russ                       | And Chaos Died                                     | Und das Chaos starb                                                              |
| 1971   | R. A. Lafferty                    | Fourth Mansions                                    |                                                                                  |
| 1971   | David G. Compton                  | The Steel Crocodile                                | Das elektrische Krokodil                                                         |
| 1971   | Robert Silverberg                 | Tower of Glass                                     | Kinder der Retorte                                                               |
| 1971   | Wilson Tucker                     | The Year of the Quiet Sun                          | Das Jahr der stillen Sonne                                                       |
| 1970   | Ursula K. Le Guin                 | The Left Hand of Darkness                          | Die linke Hand der Dunkelheit auch: Winterplanet                                 |
| 1970   | Norman Spinrad                    | Bug Jack Barron                                    | Champion Jack Barron                                                             |
| 1970   | Roger Zelazny                     | Isle of the Dead                                   | Die Insel der Toten                                                              |
| 1970   | John Brunner                      | The Jagged Orbit                                   | Ein irrer Orbit auch: Das Gottschalk-Komplott                                    |
| 1970   | Kurt Vonnegut                     | Slaughterhouse-Five                                | Schlachthof 5 oder Der Kinderkreuzzug                                            |
| 1970   | Robert Silverberg                 | Up the Line                                        | Zeitpatrouille                                                                   |
| 1960er |                                   |                                                    |                                                                                  |
| Jahr   | Autor                             | Originaltitel                                      | Deutsche Ausgabe                                                                 |
| 1969   | Alexei Panshin                    | Rite of Passage                                    | Welt zwischen den Sternen                                                        |
| 1969   | James Blish                       | Black Easter                                       | Der Hexenmeister                                                                 |
| 1969   | Philip K. Dick                    | Do Androids Dream of Electric Sheep?               | Träumen Androiden von elektrischen Schafen? auch: Blade Runner                   |
| 1969   | Robert Silverberg                 | The Masks of Time                                  | Gast aus der Zukunft                                                             |
| 1969   | R. A. Lafferty                    | Past Master                                        | Astrobe, der goldene Planet                                                      |
| 1969   | Joanna Russ                       | Picnic on Paradise                                 | Alyx                                                                             |
| 1969   | John Brunner                      | Stand on Zanzibar                                  | Morgenwelt                                                                       |
| 1968   | Samuel R. Delany                  | The Einstein Intersection                          | Einstein, Orpheus und andere                                                     |
| 1968   | Piers Anthony                     | Chthon                                             | Chthon oder der Planet der Verdammten                                            |
| 1968   | Hayden Howard                     | The Eskimo Invasion                                |                                                                                  |
| 1968   | Roger Zelazny                     | Lord of Light                                      | Herr des Lichts                                                                  |
| 1968   | Robert Silverberg                 | Thorns                                             | Der Gesang der Neuronen                                                          |
| 1967   | Samuel R. Delany                  | Babel-17                                           | Babel-17                                                                         |
| 1967   | Daniel Keyes                      | Flowers for Algernon                               | Charlie                                                                          |
| 1967   | Robert A. Heinlein                | The Moon Is a Harsh Mistress                       | Revolte auf Luna auch: Der Mond ist eine herbe Geliebte auch: Mondspuren         |
| 1966   | Frank Herbert                     | Dune                                               | Der Wüstenplanet                                                                 |
| 1966   | Clifford D. Simak                 | All Flesh is Grass                                 | Blumen aus einer anderen Welt                                                    |
| 1966   | Theodore L. Thomas / Kate Wilhelm | The Clone                                          | Der Klon - Wesen aus Zufall                                                      |
| 1966   | Philip K. Dick                    | Dr. Bloodmoney, or How We Got Along After the Bomb | Nach der Bombe auch: Kinder des Holocaust                                        |
| 1966   | James White                       | The Escape Orbit                                   | Gefängnis im All                                                                 |
| 1966   | Thomas M. Disch                   | The Genocides                                      | Die Feuerteufel                                                                  |
| 1966   | William S. Burroughs              | Nova Express                                       | Nova Express                                                                     |
| 1966   | Keith Laumer                      | A Plague of Demons                                 | Krieg auf dem Mond                                                               |
| 1966   | Avram Davidson                    | Rogue Dragon                                       |                                                                                  |
| 1966   | G. C. Edmondson                   | The Ship That Sailed the Time Stream               | Kleines Schiff im Strom der Zeit                                                 |
| 1966   | Poul Anderson                     | The Star Fox                                       | Freibeuter im Weltraum                                                           |
| 1966   | Philip K. Dick                    | The Three Stigmata of Palmer Eldritch              | Die drei Stigmata des Palmer Eldritch                                            |